# Murat Suyu
El riu Murat (en turc Murat Suyu, Murat Irmağı o Murat Nehri) és un riu del nord d'Anatòlia a Turquia, afluent de l'Eufrates. El seu nom clàssic fou Arsànies (Arsanias). Neix prop del Mont Ararat i corre més de 700 km a l'oest i prop de Malatya (Melitene) s'uneix al Karasu Çayi per formar l'alt Eufrates. L'any 62 es va lliurar a la seva riba la batalla del riu Arsànies.
Al llarg del seu recorregut ens trobem amb regnes coneguts antigament com a Suhma, Daiaeni o Urartu.